# Sompolno
Sompolno é um município da Polônia, na voivodia da Grande Polônia e no condado de Konin. Estende-se por uma área de 6,21 km², com 3 614 habitantes, segundo os censos de 2016, com uma densidade de 582,0 hab/km².